# 8e régiment de tirailleurs tunisiens
Le 8e régiment de tirailleurs tunisiens (8e RTT) était un régiment d'infanterie appartenant à l'Armée d'Afrique qui dépendait de l'armée de terre française.
Régiment d'élite, composé majoritairement de Tunisiens, il s'illustre durant la Première Guerre mondiale au cours de laquelle il est cité cinq fois à l'ordre de l'Armée et reçoit la fourragère aux couleurs du ruban de la Médaille militaire en juin 1918.

## Création et différentes dénominations
- 1913 : Création du 8e régiment de tirailleurs indigènes
- 1914 : Constitue le 8e régiment de marche de tirailleurs, rattaché à la 38e division d'infanterie
- 1915 : 5e régiment de marche de tirailleurs du 1er janvier au 31 juillet 1915 puis 8e régiment de marche de tirailleurs le 1er août 1915, appellation définitive.
- 1921 : Renommé en 8e régiment de tirailleurs tunisiens
- 1939 : Il appartient à la 84e division d'infanterie africaine
- 1940 : Dissolution
- 1946 : Reconstitué en 8e bataillon de tirailleurs tunisiens
- 1949 : Dissolution
- 1956 : Reconstitué en 8e bataillon de tirailleurs tunisiens
- 1960 : Casernement au centre d'instruction de Castelnaudary
- 1964 : Dissolution

## Historique des garnisons, campagnes et batailles

### Première Guerre mondiale

#### 1914
- Bataille des Frontières
- Attaque du plateau de Craonne en septembre.

#### 1915
- Belgique, sur l’Yser.

#### 1916
- De mai à juillet, Verdun, cote 304.
- Août, à Fleury.
- Octobre, prise de Douaumont.
- Décembre, Vacherauville et Bezonvaux.

#### 1917
- Bataille du Chemin des Dames
- Bataille de la Malmaison

#### 1918
- Mars, Orvillers-Sorel. Juillet, Longpont et Parcy-Tigny. Août et septembre, Carlepont. Octobre, Thiérache

### Seconde Guerre mondiale

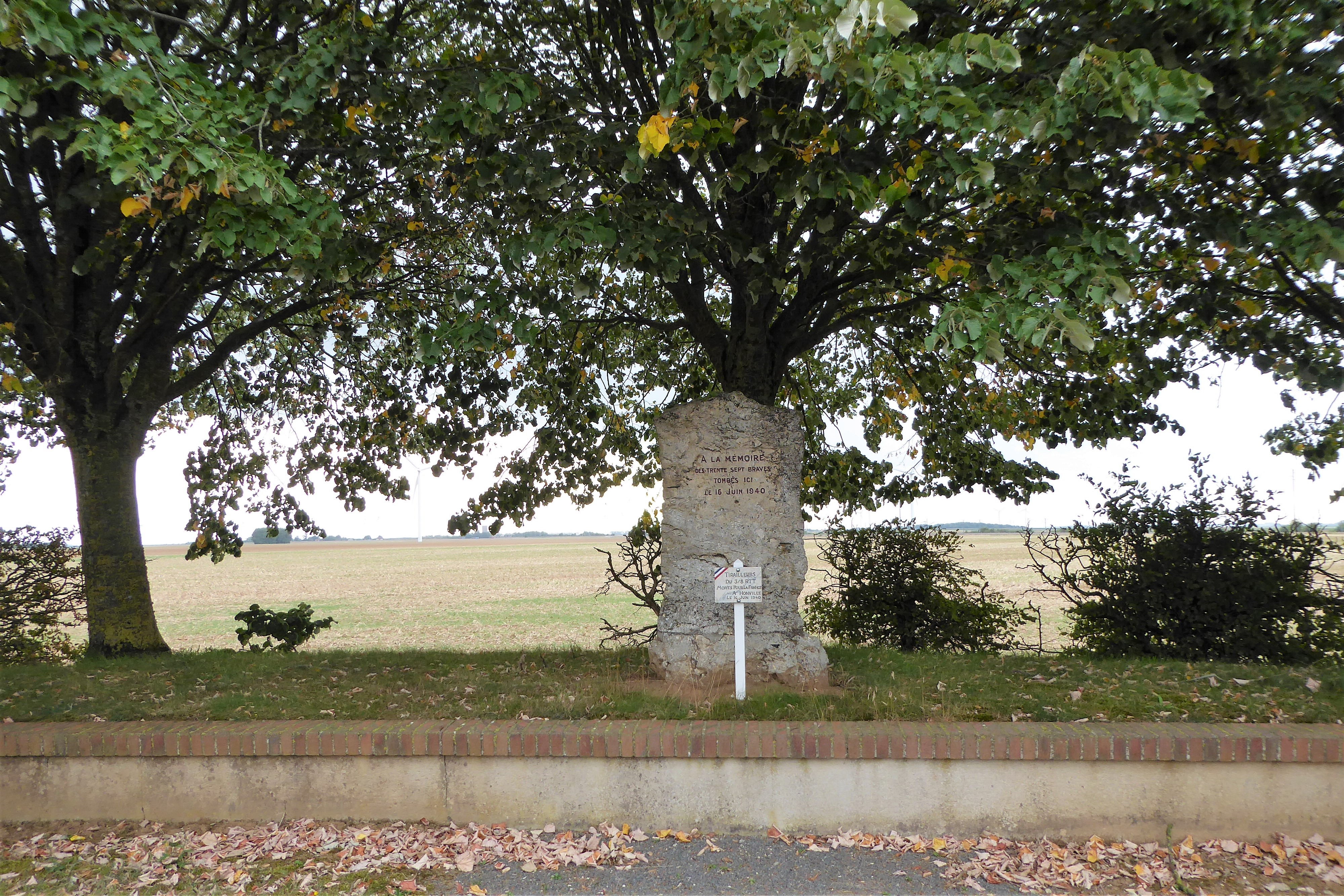
Stèle du 16 juin 1940, rue du 8ème Régiment de Tirailleurs Tunisiens, Boisville-la-Saint-Père, Eure-et-Loir, France.

#### 1940
Le 8e RTT participe à la bataille de France en mai-juin 1940. Il est dissous en novembre 1940.

## Traditions

### Drapeau du régiment
Il porte, cousues en lettres d'or dans ses plis, les inscriptions suivantes :
- Guise 1914
- L'Yser 1914
- Verdun 1916
- La Malmaison 1917
- L'Avre 1918
- Mont d'Origny 1918

### Décorations
- Croix de guerre 1914-1918 avec 5 palmes.
- Fourragère aux couleurs du ruban de la Médaille militaire (juin 1918).

### Insignes
- Panthère brochant sur un T et 8 entrelacés dans un croissant aux inscriptions arabes.

### Citations
Texte des cinq citations à l'ordre de l'Armée obtenues au cours de la Première Guerre mondiale,
« A enlevé, en moins de quatre heures, sous l'énergique commandement de son chef, le lieutenant-colonel Dufoulon, deux puissantes lignes successives ennemies, contre lesquelles de nombreuses attaques antérieures s'étaient brisées, faisant 1 285 prisonniers, trente officiers, dont trois officiers supérieurs. A soutenu avec un moral, qui a fait l'admiration de tous, des bombardements ininterrompus pendant plusieurs jours, résistant à deux contre-attaques particulièrement violentes, sans céder la moindre partie du terrain conquis. »
— Le 6 novembre 1916, combats du 24 au 30 octobre 1916 à Verdun, rive
droite secteur de Douaumont
« Régiment indigène d'élite, modèle de courage, de dévouement et de loyalisme. Énergiquement commandé par son chef, le lieutenant-colonel Dufoulon, le 15 décembre 1916, a fait l'admiration de tous par le brio et l'entrain avec lesquels il a enlevé dans un élan magnifique tous les objectifs importants qui lui avaient été assignés, arrivant le premier sur la position et favorisant par ses habiles manœuvres la progression des régiments voisins. A capturé plus de mille prisonniers, 10 mitrailleuses, un important matériel et, au cours de reconnaissances particulièrement audacieuses et périlleuses, a détruit 9 pièces de canon ennemis. »
— Le 8 janvier 1917, combats du 15 décembre 1916 à Verdun, rive droite
« Régiment indigène de grande valeur, entraîné au moral comme au physique par son chef, le lieutenant-colonel Dufoulon ; a, pendant les journées des 23, 24 et 25 octobre 1917, sous l'énergique impulsion des chefs de bataillon Morand, Rothenflue et Pidaut, montré sa fougue habituelle et son mépris du danger. A puissamment contribué à l'enlèvement de la formidable position du fort de la Malmaison, puis du bois des Pelleries et d'Entre-Deux-Monts, où il a mis en déroute les bataillons de contre-attaque ennemis. A atteint avec un entrain admirable tous ses objectifs, poursuivant l'ennemi au-delà de l'Ailette, lui infligeant de lourdes pertes, faisant de nombreux prisonniers, prenant 17 canons et un grand nombre de mitrailleuses. »
— Le 15 novembre 1917, combats des 23 au 25 octobre 1917 dans l’Aisne (fort de la Malmaison)
« Pendant les opérations récentes, sous les ordres du lieutenant-colonel Dufoulon, a combattu sans répit des forces supérieures et constamment renouvelées. Malgré la fatigue et les pertes, a mené trois attaques successives avec l'allant et l'enthousiasme qui le caractérisent et réussi à arrêter et à refouler l'ennemi, faisant des prisonniers et prenant des mitrailleuses. »
— Le 4 juin 1918, combats du 28 au 31 mars 1918 dans l’Oise (Orvillers-Sorel)
« Régiment d'élite, sous l'habile direction de son chef, le lieutenant-colonel Dufoulon, s'est particulièrement distingué les 16, 17 et 18 octobre 1918 en attaquant avec un entrain et une énergie admirables, une position défendue par un ennemi supérieur en nombre, puissamment organisée dans un village dominant tout le terrain, résistant avec le sang-froid des troupes habituées au succès, aux plus violentes réactions de l'ennemi ; renouvelant jusqu'à quatre fois ses attaques sans se laisser impressionner par les vides creusés dans ses rangs, conservant jusqu'au bout un mordant superbe, qui a fait l'admiration des corps voisins et obligeant l'ennemi à engager devant lui des forces considérables. »
— Le 8 novembre 1918, combats du 16 au 18 octobre 1918 dans l’Aisne (Mont-d’Origny)

## Liste des chefs de corps
- 1914 - 1915: lieutenant-colonel Vallet
- du 1er novembre 1915 au 17 septembre 1916 : colonel Bourgeois
- à partir du 17 septembre 1916 : lieutenant-colonel Dufoulon
- 1927 : lieutenant-colonel Duchat

## Personnalités ayant servi au régiment
- Paul-Hémir Mezan (1912-1944), résistant français, Compagnon de la Libération.
- Augustin Ibazizen (1897-1980), homme politique français, conseiller d'Etat, a servi au 8e RTT entre juillet et novembre 1918.
- Justin Meynadier (1884-1918), capitaine au 8e RMT  (de la compagnie à laquelle appartient Augustin Ibazizen). Ses lettres et carnets de guerre ont été publiés en 2018[4],[5].

## Sources et bibliographie
- Anthony Clayton, Histoire de l'Armée française en Afrique 1830-1962, éd. Albin Michel, Paris, 1994
- Robert Huré, L'Armée d'Afrique : 1830-1962, éd. Charles-Lavauzelle, Paris, 1977
- Historique du 8e régiment de marche de tirailleurs. Campagne 1914-1918 : 2e 4e et 5e bataillons du 8e régiment de tirailleurs indigènes, Imprimerie française (Bizerte)